# Kim Cshek
Kim Cshek (hangul: 김책, handzsa: 金策, RR: Kim Chaek; Szongdzsin (Seongjin), 1903. augusztus 14. – 1951. január 31.) észak-koreai tábornok és politikus volt.
Kim Honggje (김홍계; 金洪啓, Kim Hong-gye) néven született Szongdzsin (Seongjin) városában, ami napjainkban később felvett nevét viseli. 1927-ben csatlakozott a japánellenes mozgalomhoz, és gerillaként Kim Ir Szen oldalán harcolt Mandzsúriában. 1932-ben csatlakozott a Koreai Népi Forradalmi Hadsereghez. 1940-ben a Szovjetunióba menekült a Japán Birodalom csapatai elől. Habarovszkban élt, ahol találkozott Kim Ir Szennel, és megalapították a 88. különleges osztagot. A szovjetekkel együtt visszatért Koreába. Kinevezték a kettes számú alelnöknek a Koreai Munkapártban. 1948-ban Kim Cshek (Kim Chaek) ipari miniszter lett, és miniszterelnök-helyettes. A koreai háborúban ő volt a frontvonal parancsnoka.
Kim Csheket leváltották, miután bebizonyosodott hogy hibázott az incshoni csata (incheon-i csata) során. 1951 januárjának legvégén hunyt el. Néhányak szerint hatalmi harc áldozata lett, és gázzal ölték meg, ugyanakkor hazájában nemzeti hősként tisztelik, aki a háborúban esett el.

## Halála után

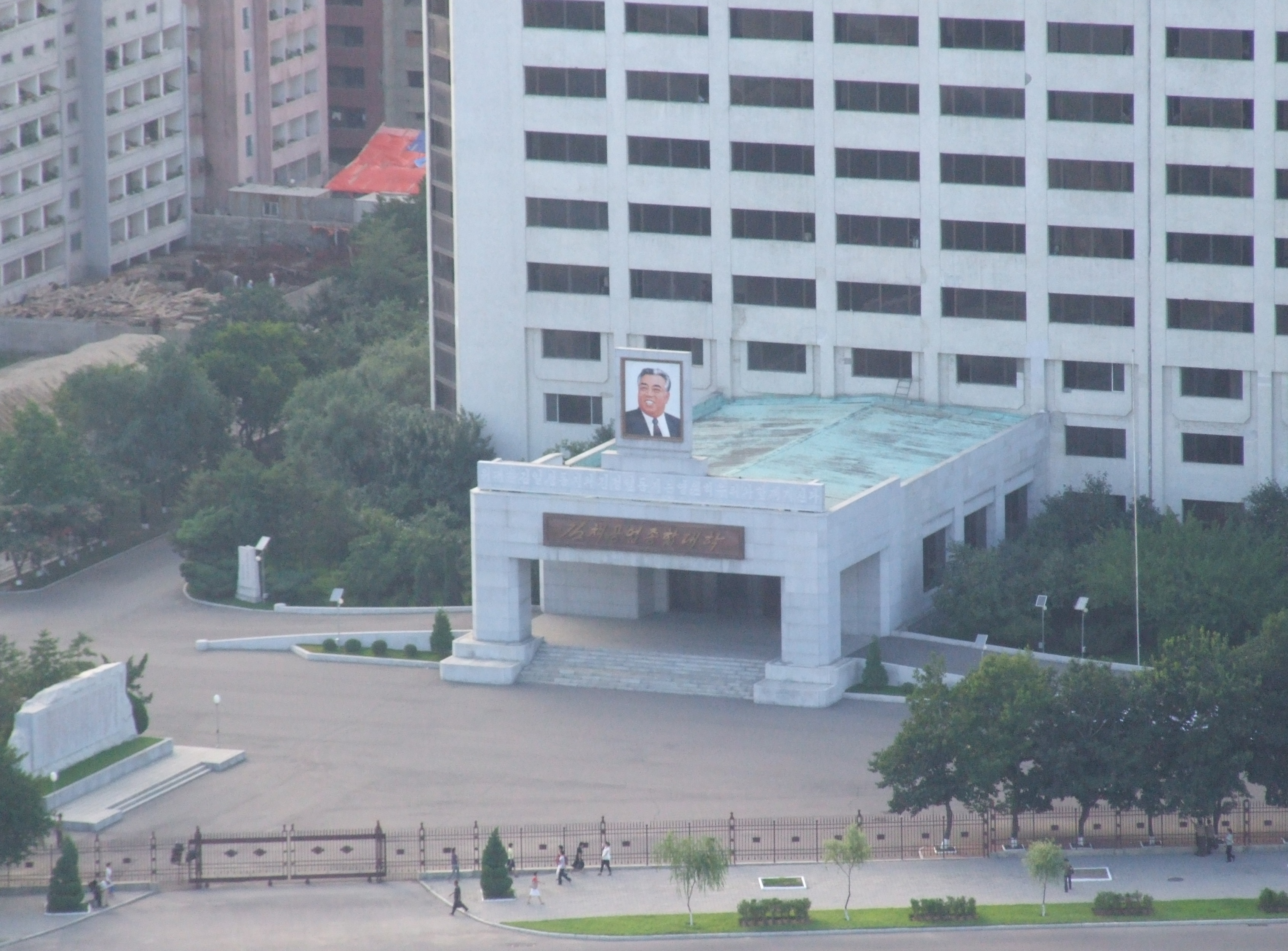

Halála után szülővárosát, Szongdzsin (Seongjin)t, és az azt körülölelő megyét is róla nevezték el. A Kim Cshek (Chaek) Tudományegyetem, a Kim Cshek (Kim Chaek) Vas- és acélgyár, és a Kim Cshek (Kim Chaek) Népstadion mind róla kapták nevüket.
Posztumusz kitüntetést is kapott 1998-ban, Nemzeti Újraegyesítésért-díjat.